# Европско првенство у атлетици у дворани 1970 — штафета 4 х 200 метара за жене
Такмичење штафета на 4 х 200 метара у женској конкуренцији на првом Европском првенству у атлетици у дворани 1970. одржано је у Градској дворани у Бечу 14. марта. 
Ова штафета је на првим такмичењима у дворани позната и под именом 4 х 1 круг, јер у почецима дворанских атлетских такмичења све дворане нису имале прописану дужину кружне стазе од 200 метара, па се није могла звати 4 х 200 м јер је круг био мањи. Резултати постигнути на краћим стазама се нису могли уврстити у рекорде штафете 4 х 200 м. На овом такмичењу кружна стаза је износила 200 метара.
Учествовало је 12 такмичарки у 3 штафете у исто толико земаља.

## Рекорди
Извор:
| Рекорди пре почетка Европског првенства у дворани 1970.     | Рекорди пре почетка Европског првенства у дворани 1970.               | Рекорди пре почетка Европског првенства у дворани 1970. | Рекорди пре почетка Европског првенства у дворани 1970. | Рекорди пре почетка Европског првенства у дворани 1970. | Рекорди пре почетка Европског првенства у дворани 1970. |                                          |
| ----------------------------------------------------------- | --------------------------------------------------------------------- | ------------------------------------------------------- | ------------------------------------------------------- | ------------------------------------------------------- | ------------------------------------------------------- | ---------------------------------------- |
| Светски рекорд                                              | Јохана Гајзер, Марија Јајбман, Хелга Хенинг, Елизабет Луксембургер    | Западна Немачка                                         | 1:39.5                                                  | Штутгарт, Западна Немачка                               | 22. март 1963.                                          |                                          |
| Европски рекорд у дворани                                   | Јохана Гајзер, Марија Јајбман, Хелга Хенинг, Елизабет Луксембургер    | Западна Немачка                                         | 1:39.5                                                  | Штутгарт, Западна Немачка                               | 22. март 1963.                                          |                                          |
| Рекорди европских првенстава                                | Ово је прво Европско првенство у дворани                              | Ово је прво Европско првенство у дворани                | Ово је прво Европско првенство у дворани                | Ово је прво Европско првенство у дворани                | Ово је прво Европско првенство у дворани                | Ово је прво Европско првенство у дворани |
| Рекорди после завршеног Европског првенства у дворани 1970. |                                                                       |                                                         |                                                         |                                                         |                                                         |                                          |
| Светски рекорд                                              | Надежда Бесфамилна, Вера Попкова, Галина Бухарина, Људмила Самотесова | Совјетски Савез                                         | 1:35,7                                                  | Беч, Аустрија                                           | 14. март 1970.                                          |                                          |
| Европски рекорд у дворани                                   | Надежда Бесфамилна, Вера Попкова, Галина Бухарина, Људмила Самотесова | Совјетски Савез                                         | 1:35,7                                                  | Беч, Аустрија                                           | 14. март 1970.                                          |                                          |
| Рекорди европских првенстава                                | Надежда Бесфамилна, Вера Попкова, Галина Бухарина, Људмила Самотесова | Совјетски Савез                                         | 1:35,7                                                  | Беч, Аустрија                                           | 14. март 1970.                                          |                                          |

## Резултати
Због малог броја учесника одржана је само финална трка, а све три штафете су освојиле по медаљу.

### Коначан пласман
Извор:
| Пласман | Атлетичар                                                             | Земља           | Резултат | Белешка              |
| ------- | --------------------------------------------------------------------- | --------------- | -------- | -------------------- |
|         | Надежда Бесфамилна, Вера Попкова, Галина Бухарина, Људмила Самотесова | Совјетски Савез | 1:35,7   | СРд, ЕРд, РЕПд, НРд. |
|         | Елфгард Шитенхелм, Анелија Вилден, Маријана Болинг, Анегрет Кронингер | Западна Немачка | 1:37,6   |                      |
|         | Марија Сикора, Бригите Ортнер, Криста Кеплингер, Хани Бургер          | Аустрија        | 1:40,8   |                      |